# Filmografia della Lubin Manufacturing Company
1909 - 1910 - 1911 - 1912 - 1913 - 1914 - 1915 - 1916 - 

## 1909
- Satan's Fan – cortometraggio (1909)
- In the Land of Upsidedown – cortometraggio (1909)
- A New Old Master (1909)
- When Lips Are Sealed (1909)
- The Troubles of a Stranded Actor (1909)
- How Happy Jack Got a Meal (1909)
- Love's Sweet Melody (1909)
- The Wrong Burglar (1909)
- The Fighting Parson (1909)
- Who Stole Jones' Wood? (1909)
- A Suit Case (1909)
- Love Germs (1909)
- Aunt Emmy's Scrap Book (1909)
- Willie's Water Sprinkler (1909)
- The Blind Musician (1909)
- No. 5874 (1909)
- The Bank Messenger – cortometraggio (1909)
- A Secret – cortometraggio (1909)
- The Unlucky Horseshoe – cortometraggio (1909)
- The Silver Dollar – cortometraggio (1909)
- The Pass Key – cortometraggio (1909)
- A Broken Heart – cortometraggio (1909)
- Love Me, Love My Dog – cortometraggio (1909)
- A Game of Chess – cortometraggio (1909)
- The New Governess – cortometraggio (1909)
- You've Got to Love Me a Lot (1909)
- Torero Song, 'Carmen' (1909)
- The Taxidermist's Dream (1909)
- There Never Was a Girl Like You (1909)
- The Montebank (1909)
- The Carnival of Venice (1909)
- Smile, Smile, Smile (1909)
- Peaches and Cream (1909)
- Original Cohens (1909)
- Mennett (1909)
- Katrina's Valentine (1909)
- Il trovatore (1909)
- I pagliacci
- Duet from 'Martha' – cortometraggio (1909)
- Coon Town Parade – cortometraggio (1909)
- Believe Me – cortometraggio (1909)
- Bake That Chicken Pie – cortometraggio (1909)
- At the Weser – cortometraggio (1909)
- At the Dentist – cortometraggio (1909)
- A Dime Novel Detective – cortometraggio (1909)
- The Last Call – cortometraggio (1909)
- I'll Only Marry a Sport – cortometraggio (1909)
- The Stowaway – cortometraggio (1909)
- Which Was the Happiest Time of Your Life? – cortometraggio (1909)
- The New Mirror – cortometraggio (1909)
- The Little Rag Doll – cortometraggio (1909)
- Talked to Death – cortometraggio (1909)
- A Cowboy Argument – cortometraggio (1909)
- Uncle Reuben's Courtship – cortometraggio (1909)
- Reforming a Husband – cortometraggio (1909)
- The Day of the Dog – cortometraggio (1909)
- Our Ice Supply; or, How'd You Like to Be the Iceman? – cortometraggio (1909)
- Mad Dog – cortometraggio (1909)
- A Just Reward – cortometraggio (1909)
- The Photograph Habit – cortometraggio (1909)
- Help! Police!– cortometraggio (1909)
- The Mill Girl – cortometraggio (1909)
- It Might Have Been Worse – cortometraggio (1909)
- Buy Matches, Please – cortometraggio (1909)
- The Guarding Angel – cortometraggio (1909)
- The Master of Black Rock – cortometraggio (1909)
- The Escaped Melody – cortometraggio (1909)
- Forecastle Tom – cortometraggio (1909)
- The Curse of Gold – cortometraggio (1909)
- My Friend, Mr. Dummy – cortometraggio (1909)
- Slip-Powder – cortometraggio (1909)
- After the Bachelor's Ball – cortometraggio (1909)
- The Yiddisher Boy, regia di Siegmund Lubin – cortometraggio (1909)
- The Queen of the Ranch – cortometraggio (1909)
- A School for Lovemaking – cortometraggio (1909)
- A Fatal Flirtation – cortometraggio (1909)
- Why the Mail Was Late – cortometraggio (1909)
- Inventions of an Idiot – cortometraggio (1909)
- The House of Terror – cortometraggio (1909)
- Boys Will Be Boys – cortometraggio (1909)
- The Thirteenth at the Table – cortometraggio (1909)
- The House That Jack Built – cortometraggio (1909)
- Romance of Engine 999 – cortometraggio (1909)
- The Falling Arrow, regia di James Young Deer – cortometraggio (1909)
- Puzzle Mad – cortometraggio (1909)
- The Old Hall Clock – cortometraggio (1909)
- A Golden Lie – cortometraggio (1909)
- The Right to Labor – cortometraggio (1909)
- The Press Gang – cortometraggio (1909)
- Faded Flowers – cortometraggio (1909)
- The Smuggler's Daughter – cortometraggio (1909)
- Officer McCue – cortometraggio (1909)
- Mr. Inquisitive – cortometraggio (1909)
- A Bride Won by Bravery – cortometraggio (1909)
- The Lost Heiress – cortometraggio (1909)
- The Conjuror's Outing – cortometraggio (1909)
- Persistent Jane – cortometraggio (1909)
- Father's Glue – cortometraggio (1909)
- An Old Man's Bride – cortometraggio (1909)
- My Friend, the Indian – cortometraggio (1909)
- Are You the Man? – cortometraggio (1909)
- Saucy Sue – cortometraggio (1909)
- A Cork Leg Legacy – cortometraggio (1909)
- Through Jealousy – cortometraggio (1909)
- Prof. Wise's Brain Serum Injector – cortometraggio (1909)
- Through Shadow to Sunshine – cortometraggio (1909)
- Flossie's New Peach-Basket Hat – cortometraggio (1909)
- Curing a Jealous Husband – cortometraggio (1909)
- The Story of Two Lives – cortometraggio (1909)
- The Hypnotic Cure – cortometraggio (1909)
- Saved by His Sweetheart – cortometraggio (1909)
- The Oysterman's Gold – cortometraggio (1909)
- Mary Jane Visits Her Country Cousin – cortometraggio (1909)
- Under the Steam Hammer – cortometraggio (1909)
- The Innocent Bystander – cortometraggio (1909)
- The Fighting Cigar – cortometraggio (1909)
- The Awakening of Mr. Coon – cortometraggio (1909)
- The Old Army Chest – cortometraggio (1909)
- A Great Wrong Righted – cortometraggio (1909)
- The Sideboard Folding Bed – cortometraggio (1909)
- Roommates – cortometraggio (1909)
- Driven from Home – cortometraggio (1909)
- Two Cousins – cortometraggio (1909)
- A Nugget of Gold – cortometraggio (1909)
- Mexican Bill – cortometraggio (1909)
- Hiring a Girl – cortometraggio (1909)
- A Hot Time at Atlantic City – cortometraggio (1909)
- Sporting Blood – cortometraggio (1909)
- Mr. Buttinsky – cortometraggio (1909)
- When the Flag Falls – cortometraggio (1909)
- She Would Be an Actress – cortometraggio (1909)
- His Little Girl – cortometraggio (1909)
- The Newest Woman – cortometraggio (1909)
- The Drunkard's Child – cortometraggio (1909)
- An Unexpected Guest – cortometraggio (1909)
- The Hungry Actor – cortometraggio (1909)
- How Brown Got Married – cortometraggio (1909)
- Measure for Measure – cortometraggio (1909)
- Wifey Away, Hubby at Play – cortometraggio (1909)
- Before the Dawn – cortometraggio (1909)
- The Midnight Sons – cortometraggio (1909)
- Nearsighted Mary – cortometraggio (1909)
- The Haunted Hat – cortometraggio (1909)
- The Doctor's Bride – cortometraggio (1909)
- The Woman Hater – cortometraggio (1909)
- The Call of the Heart – cortometraggio (1909)
- Our Country in Arms – cortometraggio (1909)
- Glimpses of Yellowstone Park – cortometraggio (1909)
- A True Patriot – cortometraggio (1909)
- Her Face Was Her Fortune – cortometraggio (1909)
- The Fortune Hunters – cortometraggio (1909)
- All on Account of a Letter – cortometraggio (1909)
- When Woman Hates – cortometraggio (1909)
- The Conquering Hero – cortometraggio (1909)
- Old Love Letters – cortometraggio (1909)
- A Fish Story – cortometraggio (1909)
- The Judge's Ward – cortometraggio (1909)
- Who Discovered the North Pole? – cortometraggio (1909)
- Billiken – cortometraggio (1909)
- A Blank Check – cortometraggio (1909)
- Papa's Honeymoon – cortometraggio (1909)
- Out for the Day – cortometraggio (1909)
- Sandy, the Poacher – cortometraggio (1909)
- The Major and the Judge – cortometraggio (1909)
- Haps and Mishaps – cortometraggio (1909)
- Mignon – cortometraggio (1909)
- Aunt Lena's Visit – cortometraggio (1909)
- A Visit to Uncle – cortometraggio (1909)
- A Buried Secret – cortometraggio (1909)
- More Precious Than Gold – cortometraggio (1909)
- Brave Women of '76 – cortometraggio (1909)
- A Lesson in Palmistry – cortometraggio (1909)
- Let Bygones Be Bygones – cortometraggio (1909)
- For Love's Sweet Sake – cortometraggio (1909)
- The Blue Garter – cortometraggio (1909)
- Found in a Taxi – cortometraggio (1909)
- Children of the Sea – cortometraggio (1909)
- Servant's Revenge – cortometraggio (1909)
- Foiled – cortometraggio (1909)
- When Women Win – cortometraggio (1909)
- The Rubber Man – cortometraggio (1909)
- Martyr or Crank? – cortometraggio (1909)
- Finnegan's Initiation – cortometraggio (1909)
- A Life for a Life – cortometraggio (1909)
- The Cub Reporter – cortometraggio (1909)
- She Took Mother's Advice – cortometraggio (1909)
- He Wanted a Baby – cortometraggio (1909)
- If Love Be True – cortometraggio (1909)
- When Courage Fled – cortometraggio (1909)
- Jinks the Grouch – cortometraggio (1909)
- Romance of the Rocky Coast – cortometraggio (1909)
- Three Christmas Dinners – cortometraggio (1909)
- A Policeman's Xmas Eve – cortometraggio (1909)
- Blissville the Beautiful – cortometraggio (1909)
- The Persistent Poet – cortometraggio (1909)
- The New Chief – cortometraggio (1909)
- Three Fingered Jack – cortometraggio (1909)

## 1910
- Their Chaperoned Honeymoon – cortometraggio (1910)
- The Tattooed Arm – cortometraggio (1910)
- Over the Wire – cortometraggio (1910)
- Glimpses of an Indian Village – cortometraggio (1910)
- Wild Duck Hunting on Reel Foot Lake – cortometraggio (1910)
- He Joined the Frat – cortometraggio (1910)
- He Got Rid of the Moths – cortometraggio (1910)
- A Slippery Day – cortometraggio (1910)
- The Usurper – cortometraggio (1910)
- Cupid, D.D.S. – cortometraggio (1910)
- Adoring an Ad – cortometraggio (1910)
- The Flirto-Maniac – cortometraggio (1910)
- Marble Quarrying in Tennessee – cortometraggio (1910)
- Too Much Protection – cortometraggio (1910)
- Bill's Boots – cortometraggio (1910)
- Sentimental Sam – cortometraggio (1910)
- It Might Have Been – cortometraggio (1910)
- The Samaritan's Courtship – cortometraggio (1910)
- Celestial Vengeance – cortometraggio (1910)
- The Hand of the Heiress – cortometraggio (1910)
- Loving Hearts – cortometraggio (1910)
- A Honeymoon Through Snow to Sunshine, regia di Arthur Hotaling – cortometraggio (1910)
- The New Marshall at Gila Creek – cortometraggio (1910)
- The District Attorney – cortometraggio (1910)
- The Ranger and the Girl – cortometraggio (1910)
- The Millionaire's Adventure – cortometraggio (1910)
- Marriage in Haste – cortometraggio (1910)
- Hearts Are Trump – cortometraggio (1910)
- The Blunderer – cortometraggio (1910)
- Mamma's Angel Child – cortometraggio (1910)
- The Irish Boy – cortometraggio (1910)
- A Mother's Heart – cortometraggio (1910)
- Two Gentlemen of the Road – cortometraggio (1910)
- His Spanish Wife – cortometraggio (1910)
- The Daughter's Choice – cortometraggio (1910)
- The Right House, But... – cortometraggio (1910)
- Back to Boarding – cortometraggio (1910)
- First Love Is Best – cortometraggio (1910)
- The Fisherman's Luck – cortometraggio (1910)
- Jones' Watch – cortometraggio (1910)
- Hemlock Hoax, the Detective – cortometraggio (1910)
- Western Justice – cortometraggio (1910)
- When the Cat's Away – cortometraggio (1910)
- The Angel of Dawson's Claim – cortometraggio (1910)
- On Time for Business – cortometraggio (1910)
- A Child of the Sea – cortometraggio (1910)
- Indian Blood – cortometraggio (1910)
- The Master Mechanic – cortometraggio (1910)
- Mrs. Nosey – cortometraggio (1910)
- The Miner's Sweetheart – cortometraggio (1910)
- Rastus in Zululand, regia di Arthur Hotaling – cortometraggio (1910)
- Kidd's Treasure – cortometraggio (1910)
- The Cowboy's Devotion – cortometraggio (1910)
- The Regeneration of Father – cortometraggio (1910)
- The Indian Girl's Romance – cortometraggio (1910)
- Winter Bathing in the West Indies – cortometraggio (1910)
- The Messenger Boy Magician – cortometraggio (1910)
- The Sisal Industry in the Bahamas – cortometraggio (1910)
- The Brave Deserve the Fair – cortometraggio (1910)
- A Veteran of the G.A.R. – cortometraggio (1910)
- Percy the Cowboy – cortometraggio (1910)
- Officer Muldoon's Double – cortometraggio (1910)
- Grandfather's Gift – cortometraggio (1910)
- The New Boss of Bar X Ranch – cortometraggio (1910)
- The Wild Man of Borneo – cortometraggio (1910)
- On Panther Creek – cortometraggio (1910)
- Red Eagle's Love Affair – cortometraggio (1910)
- The Road to Happiness – cortometraggio (1910)
- Poetical Jane – cortometraggio (1910)
- The Motion Picture Man – cortometraggio (1910)
- Apache Gold – cortometraggio (1910)
- Faith Lost and Won – cortometraggio (1910)
- His Child's Captive – cortometraggio (1910)
- Ferdie's Vacation – cortometraggio (1910)
- The Highbinders – cortometraggio (1910)
- The Almighty Dollar – cortometraggio (1910)
- The Adopted Daughter – cortometraggio (1910)
- Rosemary for Remembrance – cortometraggio (1910)
- John Graham's Gold – cortometraggio (1910)
- Wifie's Mamma – cortometraggio (1910)
- The Step-Daughter – cortometraggio (1910)
- Three Hearts – cortometraggio (1910)
- Ah Sing and the Greasers – cortometraggio (1910)
- The Heart of a Sioux – cortometraggio  (1910)
- A Change of Heart – cortometraggio (1910)
- The Duck Farm – cortometraggio (1910)
- The District Attorney's Triumph – cortometraggio (1910)
- Shorty at the Shore – cortometraggio (1910)
- Cowboy Chivalry – cortometraggio (1910)
- The Dream Pill – cortometraggio (1910)
- The Anarchistic Grip – cortometraggio (1910)
- The Stronger Sex – cortometraggio (1910)
- The Man Who Died – cortometraggio (1910)
- The Healing Faith – cortometraggio (1910)
- Matilda's Winning Ways – cortometraggio (1910)
- The Greenhorn and the Girl – cortometraggio (1910)
- Resourceful Robert – cortometraggio (1910)
- Mrs. Rivington's Pride – cortometraggio (1910)
- Zeb, Zeke and the Widow – cortometraggio (1910)
- Love's Old Sweet Song – cortometraggio (1910)
- The Sheriff's Capture – cortometraggio (1910)
- The Path of Duty – cortometraggio (1910)
- The Baggage Smasher – cortometraggio (1910)
- Woman's Vanity – cortometraggio (1910)
- The Golf Fiend – cortometraggio (1910)
- The Clown and the Minister – cortometraggio (1910)
- Liz's Career – cortometraggio (1910)
- Hearts and Politics – cortometraggio (1910)
- Hawkins' Hat – cortometraggio (1910)
- Archie's Archery – cortometraggio (1910)
- Romance in the Rockies – cortometraggio (1910)
- False Love and True – cortometraggio (1910)
- Edith's Avoirdupois – cortometraggio (1910)
- Brothers – cortometraggio (1910)
- Mike the Housemaid – cortometraggio (1910)
- The Taming of Wild Bill – cortometraggio (1910)
- The Mystery of the Torn Note – cortometraggio (1910)
- The Gambler's Charm – cortometraggio (1910)
- The Street Preacher – cortometraggio (1910)
- Right in Front of Father – cortometraggio (1910)
- Caught by the Camera – cortometraggio (1910)
- Romance of the Lazy K Ranch – cortometraggio (1910)
- Shadows and Sunshine – cortometraggio (1910)
- Spoony Sam – cortometraggio (1910)
- On the Mexican Border – cortometraggio (1910)
- Reggie's Engagement – cortometraggio (1910)
- An Exile's Love – cortometraggio (1910)
- The Musical Ranch – cortometraggio (1910)
- The Dead Letter – cortometraggio (1910)
- An American Count – cortometraggio (1910)
- Making a Man of Him – cortometraggio (1910)
- The Blue Horse Mine – cortometraggio (1910)

## 1913
- The Sheepherder, regia di Romaine Fielding – cortometraggio (1913)
- The Mountaineer, regia di Romaine Fielding (1913)
- The Englishman's Mistake (1913)
- Temporal Death, regia di Romaine Fielding (1913)
- Riot at Smelter, regia di Romaine Fielding (1913)
- John Arthur's Trust, regia di Arthur V. Johnson (1913)
- Just Out of College (1913)
- A Guilty Conscience, regia di Jerold T. Hevener (1913)
- The Love Token (1913)
- Courageous Blood, regia di Romaine Fielding – cortometraggio (1912)
- The Village Blacksmith (1913)
- Stage-Struck Sally, regia di Arthur Hotaling – cortometraggio (1913)
- An Accidental Dentist, regia di Jerold T. Hevener – cortometraggio (1913)
- The Artist's Romance, regia di Arthur V. Johnson – cortometraggio (1913)
- San Xavier Mission, Tucson, Arizona, documentario (1913)
- A Timely Rescue, regia di Arthur V. Johnson (1913)
- Peter's Pledge, regia di Barry O'Neil – cortometraggio (1913)
- It Might Have Been, regia di George Nichols – cortometraggio (1913)
- The Mexican Spy, regia di Wilbert Melville – cortometraggio (1913)
- Quarantined (1913)
- Fooling Their Wives, regia di Arthur Hotaling (1913)
- The Girl and the Gambler, regia di Francis J. Grandon (1913)
- Literature and Love, regia di Lloyd B. Carleton – cortometraggio (1913)
- Who Is the Savage?, regia di Romaine Fielding – cortometraggio (1913)
- The Old Oaken Bucket
- Pizen Pete
- Making a Baseball Bug (1913)
- The Insurance Agent, regia di Arthur V. Johnson – cortometraggio (1913)
- The Guiding Light, regia di Barry O'Neil (1913)
- The Girl of the Sunset Pass – cortometraggio (1913)
- On the Threshold, regia di George Nichols – cortometraggio (1913)
- What's in a Name?, regia di Joseph W. Smiley (1913)
- She Must Elope, regia di Arthur Hotaling (1913)
- The House in the Woods – cortometraggio (1913)
- Private Smith
- The Lost Note, regia di Lloyd B. Carleton – cortometraggio (1913)
- The Missing Jewels, regia di Arthur Hotaling – cortometraggio (1913)
- A Motor-Boat Party
- Keeping Up Appearances, regia di Joseph W. Smiley (1913)
- The Price of Jealousy, regia di Wilbert Melville (1913)
- The Miser
- The Twilight of Her Life – cortometraggio (1913)
- Down on the Rio Grande – cortometraggio (1913)
- The Higher Duty
- The Rest Cure, regia di Arthur Hotaling (1913)
- Orange Growing
- The Regeneration of Nancy
- The Mayor's Waterloo
- Wild Man for a Day
- Training a Tightwad, regia di Arthur Hotaling (1913)
- The Lost Son
- The Engraver
- Annie Rowley's Fortune
- Art and Honor
- The Unknown, regia di Romaine Fielding (1913)
- The Teacher at Rockville, regia di Francis J. Grandon (1913)
- The Female Detective, regia di Jerold T. Hevener (1913)
- Importing Cattle from Mexico Into the United States
- The Supreme Sacrifice, regia di George Nichols (1913)
- Doctor Maxwell's Experiment
- Auntie's Affinity
- The First Prize
- On the Mountain Ranch, regia di Francis J. Grandon (1913)
- Will Willie Win?, regia di Arthur Hotaling (1913)
- Army Target Practice, documentario (1913)
- Until We Three Meet Again (1913)
- His Children
- Pete Joins the Force
- The Soul of a Rose
- A Lucky Chance
- When John Brought Home His Wife
- Sixes and Nines, regia di Arthur Hotaling (1913)
- Jane's Waterloo
- The Heart Brokers
- An Adventure on the Mexican Border
- Greed for Gold, regia di Francis J. Grandon (1913)
- Dolores' Decision
- Mr. Jinks Buys a Dress
- Jim the Burglar, regia di Arthur Hotaling (1913)
- Tamandra, the Gypsy
- Friend John
- Pete, the Artist
- The Moonshiner's Wife
- The Fixer (1913)
- Such an Appetite
- Memories of His Youth, regia di Barry O'Neil – cortometraggio (1913)
- The Gift of the Storm
- In the Land of the Cactus, regia di Romaine Fielding – cortometraggio (1913)
- Heroes One and All
- Women of the Desert
- The Fake Soldiers, regia di Arthur Hotaling – cortometraggio (1913)
- Shipping a Clock
- Dayton, Ohio Flood Disaster
- A False Friend, regia di Wilbert Melville (1913)
- The Burden Bearer, regia di Arthur V. Johnson (1913)
- His Widow, regia di Arthur Hotaling (1913)
- Collecting the Bill, regia di Arthur Hotaling (1913)
- The Evil One, regia di Francis J. Grandon – cortometraggio (1913)
- For His Child's Sake, regia di Lloyd B. Carleton (1913)
- The Toll of Fear
- The Magic Shoes
- Angel Cake and Axle Grease, regia di Arthur Hotaling (1913)
- The Split Nugget, regia di Wilbert Melville (1913)
- Pete Tries the Stage
- One on Romance
- Minnie the Widow, regia di Arthur Hotaling (1913)
- The Pawned Bracelet
- The Right Road
- The Power of the Cross, regia di Arthur V. Johnson (1913)
- Beating Mother to It, regia di Arthur Hotaling (1913)
- Baby's New Pin
- A Florida Romance
- Back to Primitive, regia di Wilbert Melville (1913)
- Sunshine Sue, regia di Arthur Hotaling (1913)
- A Slight Mistake (1913)
- The School Principal
- The End of the Quest
- Diamond Cut Diamond, regia di Lloyd B. Carleton (1913)
- The Birthmark, regia di Wilbert Melville (1913)
- In the Harem of Haschem
- Granny
- Through Many Trials
- The Veil of Sleep
- The Girl Back East, regia Francis J. Grandon (1913)
- Fixing Auntie Up, regia di Arthur Hotaling (1913)
- Clarence at the Theater
- Pedro's Treachery
- The Judgment of the Deep
- She Must Be Ugly, regia di Arthur Hotaling (1913)
- Hattie's New Hat, regia di Arthur Hotaling (1913)
- A Mock Marriage, regia di George Nichols (1913)
- The Paymaster
- A Girl Spy in Mexico
- Lucky Cohen, regia di Arthur Hotaling (1913)
- A Ten Acre Gold Brick, regia di Arthur Hotaling (1913)
- The Padre's Strategy, regia di Wilbert Melville (1913)
- Longing for a Mother
- The Breed of the West
- Retribution, regia di George Nichols (1913)
- Margaret's Painting
- Kidnapping Father
- The District Attorney's Conscience, regia di Arthur V. Johnson (1913)
- A Perilous Ride, regia di Wilbert Melville (1913)
- His First Experience, regia di Arthur Hotaling (1913)
- Detective Dot, regia di Arthur Hotaling (1913)
- Brightened Sunsets
- The Reward of Service
- The Yarn of the 'Nancy Belle', regia di Arthur Hotaling (1913)
- Doing Like Daisy, regia di Arthur Hotaling (1913)
- Love and War in Mexico
- A Romance of the Ozarks
- The Faith of a Girl
- Lone Dog, the Faithful
- A Woman's Heart, regia di Wilbert Melville (1913)
- A Jealous Husband
- Kate the Cop, regia di Arthur Hotaling (1913)
- Bob Builds a Chicken House
- The Penalty of Jealousy
- The Accusing Hand
- The Great Pearl
- The Legend of Lovers Leap
- Violet Dare, Detective
- The Professor's Predicament
- Nearly in Mourning
- Papita's Destiny
- The Wine of Madness
- Silence for Silence
- Bob Builds a Boat
- Out of the Beast a Man Was Born
- The Weaker Mind
- A Father's Love
- His Redemption
- From Ignorance to Light
- Rustic Hearts
- The Zulu King, regia di Arthur Hotaling (1913)
- At the Telephone
- The Other Woman (1913)
- The Beaut from Butte, regia di Arthur Hotaling (1913)
- Bob Buys an Auto
- The Love Test, regia di Francis J. Grandon (1913)
- The Penalty of Crime
- Her Atonement
- Her Husband's Picture
- The Angel of the Slums, regia di Lloyd B. Carleton (1913)
- The Wrong Hand Bag
- The Waiter's Strategy
- His Niece from Ireland
- The Mysterious Hand
- The Profits of the Business
- A Hero Among Men
- When Love Loses Out
- Building a Trust, regia di Arthur Hotaling (1913)
- On Her Wedding Day, regia di George Nichols (1913)
- Her Only Boy, regia di Francis J. Grandon (1913)
- The Apache Kid
- His Better Self, regia di Arthur V. Johnson (1913)
- The Wiles of Cupid
- When Mary Married
- The Hidden Bank Roll
- Jim's Reward
- An Actor's Strategy
- The Benefactor
- Home, Sweet Home
- Zeb, Zack and the Zulus, regia di Arthur Hotaling (1913)
- Coffee Industry in Jamaica
- The Exilee
- The Price Demanded
- The Widow's Wiles
- Rastus Among the Zulus
- The Call of the Heart, regia di George Nichols (1913)
- A Dash for Liberty
- The Fatal Scar
- The New Gown
- The Message of the Rose
- The Governor, regia di Lloyd B. Carleton (1912)
- Roses for Rosie, regia di Arthur Hotaling (1913)
- Getting Married, regia di Arthur Hotaling (1913)
- The Camera's Testimony
- Her Husband's Wife, regia di Arthur V. Johnson
- When Tony Pawned Louisa
- The Outlaw's Gratitude
- Into the Light, regia di George Nichols (1913)
- The Auto Bug
- Home Is Best After All
- Good for Evil, regia di Romaine Fielding (1913)
- Over the Crib
- Surprise for Four, regia di Arthur Hotaling (1913)
- Dregs
- Mary's Temptation
- Black Beauty
- The Burning Rivet
- The Rag Bag
- Smashing Time, regia di Arthur Hotaling (1913)
- A Tenderfoot Hero
- On the Dumbwaiter
- Her Wooden Leg, regia di Arthur Hotaling (1913)
- The Reformed Outlaw
- The Gangster (1913)
- His Conscience
- His Last Crooked Deal, regia di Bertram Bracken
- A Mountain Mother
- Trimming a Boob
- The Engaging Kid
- The Road to the Dawn
- In the Southland
- In the Toils
- Seeds of Wealth
- The Ranch's New Barber
- Playing with Fire, regia di Bertram Bracken (1913)
- Bill's Ward
- The Hills of Strife
- Panama Hat Industry
- An Exclusive Pattern, regia di Arthur Hotaling (1913)
- The Medal of Honor
- To Love and Cherish
- Fashion's Toy
- The Clod, regia di Romaine Fielding (1913)
- The Love of Beauty
- His Reward (1913)
- Her Present, regia di Arthur Hotaling (1913)
- This Isn't John, regia di Arthur Hotaling (1913)
- Poker Paid
- A Mexican Tragedy, regia di Wilbert Melville (1913)
- Self Convicted
- Winning His Wife (1913)
- The Great Discovery
- The Invader
- The Constable's Daughter – cortometraggio (1913)
- The Actress and Her Jewels, regia di Arthur Hotaling (1913)
- The Special Officer
- The Scarf Pin
- For Her Brother's Sake, regia di Bertram Bracken (1913)
- The Counterfeiter's Fate
- The Two Cowards
- Breed of the North
- The Drummer's Narrow Escape
- Going Home to Mother, regia di Arthur Hotaling (1913)
- The Higher Law, regia di Romaine Fielding (1913)
- When the Heart Changes
- The Fiancee and the Fairy
- A Leader of Men
- A Deal in Oil
- The Taking of Rattlesnake Bill
- The Mate of the Schooner 'Sadie'
- The Highest Bidder
- A Sleepy Romance, regia di Arthur Hotaling (1913)
- His Code of Honor
- Father's Choice – cortometraggio (1913)
- All on Account of Daisy, regia di Arthur Hotaling (1913)
- Her First Offense
- The Evil Eye, regia di Romaine Fielding (1913)
- The Man in the Hamper
- Mother Love
- The Return of Peter Blimm
- The Man of Him, regia di Edgar Jones (1913)
- The Endless Night
- On Time for Work
- Just Nobody
- Making Good (1913)
- Giving Bill a Rest, regia di Arthur Hotaling (1913)
- The Rattlesnake
- The Momentous Decision
- She Should Worry
- Paying the Bill
- When the Prison Doors Opened
- When the Earth Trembled, regia di Barry O'Neil (1913)
- When Brothers Go to War
- The Double Chase
- Magic Melody, regia di Bertram Bracken (1913)
- The Price of Victory, regia di John Ince (1913)
- Getting the Best of Dad
- Cocoanut Industry
- Hiawanda's Cross
- The New Maid
- The Locked Room
- From Out of the Flood
- A Water Soaked Hero
- A Miracle of Love
- The Sea Eternal
- When the Clock Stopped
- Whose Is It?, regia di Arthur Hotaling (1913)
- Badly Wanted
- The Two Fathers, regia di Robert Drouet (1913)
- Shadows
- Turning the Table, regia di Bertram Bracken (1913)
- Partners in Crime, regia di Harry Myers (1913)
- His Chorus Girl Wife (1913)
- The Harmless One
- Just Cissy's Little Way
- The Lost Switch
- Her Sick Father (1913)
- A Waif of the Desert, regia di Edgar Jones (1913)
- The Scapegrace
- The Cry of the Blood (1913)
- Melita's Sacrifice
- The Hazard of Youth
- The Smuggler's Daughter (1913)
- When Mountain and Valley Meet
- Some Elopers
- The Mirror of Death
- Her Father
- Mexican War Pictures (1913)
- An Enemy's Aid (1913)
- Hydraulic Works on the Adda (1913)
- His Best Friend, regia di Barry O'Neil (1913)
- Life, Love and Liberty, regia di Bertram Bracken (1913)
- The Real Impostor (1913)
- A Pill Box Cupid (1913)
- When the Well Went Dry (1913)
- The Battle of Shiloh, regia di Joseph W. Smiley (1913)
- A Masked Mix-Up, regia di Arthur Hotaling (1913)
- When He Sees, regia di Bertram Bracken (1913)
- A Son of His Father, regia di Joseph W. Smiley (1913)
- Who Stole Jones's Wood? (1913)
- When Cupid Took in Washing (1913)
- Growing and Gathering Cocoa Beans (1913)
- Banty Tim (1913)
- His Blind Power, regia di Romaine Fielding (1913)
- A Love of '64 (1913)
- Through Flaming Paths, regia di Joseph W. Smiley (1913)
- Between Dances, regia di Joseph W. Smiley (1913)
- A College Cupid, regia di Arthur Hotaling (1913)
- The Parasite, regia di Arthur V. Johnson (1913)
- The Death Trap, regia di Paul Powell  (1913)
- The Doctor's Romance (1913)
- The Third Degree, regia di Barry O'Neil (1913)
- Her Boy, regia di Wilbert Melville (1913)
- Before the Last Leaves Fall, regia di Edgar Jones (1913)
- The Voice of Angelo (1913)
- The Little Hero
- Love and Trouble
- A Husband's Awakening
- A Disastrous Bet (1913)

## 1914
- The Lion and the Mouse, regia di Barry O'Neil (1914)
- The Inspector's Story, regia di Barry O'Neil – cortometraggio (1914)
- Nice Nursie, regia di Frank Griffin – cortometraggio (1914)
- Manufacturing Pearl Buttons – documentario, cortometraggio (1914)
- The Missing Diamond (1914)
- A Corner in Popularity (1914)
- The Circle's End, regia di Romaine Fielding (1914)
- The Story the Gate Told (1914)
- The Squire's Mistake (1914)
- Between Two Fires, regia di Edgar Jones (1914)
- The Engineer's Revenge (1914)
- When the Doctors Failed (1914)
- Married Men (1914)
- Tobacco Industry (1914)
- Smiles of Fortune, regia di Arthur Hotaling (1914)
- The Inscription, regia di Edgar Jones (1914)
- A Question of Right (1914)
- In Mysterious Ways (1914)
- A Servant of the Rich, regia di John Ince (1914)
- The Eternal Duel, regia di Bertram Bracken (1914)
- The Card of Mystery, regia di Arthur Hotaling (1914)
- Match Making Dads (1914)
- The Man from the West, regia di Romaine Fielding (1914)
- The Moth (1914)
- The Blinded Heart, regia di Arthur V. Johnson – cortometraggio (1914)
- The Windfall (1914)
- His Excellency, regia di Paul Powell (1914)
- Treasures on Earth, regia di Edgar Jones (1914)
- A Stage Door Flirtation, regia di Arthur Hotaling (1914)
- An Unintentional Hero (1914)
- The Pale of Prejudice, regia di Harry Myers (1914)
- Her Wayward Son, regia di Joseph De Grasse (1914)
- The Catch of the Season, regia di Harry Myers (1914)
- Out of the Depths, regia di Wilbert Melville (1914)
- The Vagaries of Fate, regia di Edgar Jones (1914)
- Pat's Revenge, regia di Arthur Hotaling (1914)
- Her Side-Show Sweetheart, regia di Arthur Hotaling (1914)
- Taming Terrible Ted, regia di Arthur Hotaling (1914)
- Antidotes for Suicide, regia di Arthur Hotaling (1914)
- The Measure of a Man, regia di Paul Powell (1914)
- Fitzhugh's Ride, regia di Edgar Jones (1914)
- The Sleeping Sentinel (1914)
- The Reward (1914)
- Getting Even, regia di Arthur Hotaling (1914)
- An Innocent Victim, regia di Arthur Hotaling (1914)
- The Price of a Ruby, regia di Harry Myers (1914)
- The House of Fear (1914)
- In the Dredger's Claw (1914)
- The Female Book Agent, regia di Arthur Hotaling (1914)
- A Winning Mistake, regia di Arthur Hotaling (1914)
- The Rise of Officer Casey, regia di Arthur Hotaling (1914)
- The Lost Child, regia di Joseph W. Smiley (1914)
- Cocaine Traffic; Or, The Drug Terror (1914)
- Sealed Orders, regia di Wilbert Melville (1914)
- The Two Roses (1914)
- A Desperate Chance (1914)
- Through Fire to Fortune, regia di Lloyd B. Carleton (1914)
- Father's Temper (1914)
- Coontown Suffragettes (1914)
- The Best Man, regia di Arthur Hotaling (1914)
- That Terrible Kid, regia di Arthur Hotaling (1914)
- In the Gambler's Web, regia di Edgar Jones (1914)
- His Wife (1914)
- A Romance of the Northwest (1914)
- When Dooley Passed Away, regia di Arthur Hotaling (1914)
- Slumberville's Scare (1914)
- A Dangerous Case, regia di Arthur Hotaling (1914)
- A Cruel Revenge, regia di John Ince (1914)
- A Strange Melody (1914)
- The Tell-Tale Star, regia di Tom Forman (1914)
- She Wanted a Count, regia di Arthur Hotaling (1914)
- Just a Note, regia di Arthur Hotaling (1914)
- The Laziest Man (1914)
- The Weaker Brother, regia di Edgar Jones (1914)
- The Secret Marriage, regia di Wilbert Melville (1914)
- The Price, regia di Lloyd B. Carleton (1914)
- So Long, Count (1914)
- A Trip to the Moon, regia di Vincent Whitman (1914)
- Above the Law (1914)
- A Deal in Real Estate (1914)
- The Game of Politics (1914)
- The Puritan, regia di John Ince (1914)
- The Bottom of the Sea, regia di Vincent Whitman (1914)
- Detective Short (1914)
- The Knave of Clubs, regia di Arthur Hotaling (1914)
- In the Soup, regia di Arthur Hotaling (1914)
- The Fighting Blood (1914)
- The Mansion of Sobs, regia di John Ince (1914)
- A Man's Faith – cortometraggio (1914)
- The Eyes Have It, regia di Arthur Hotaling (1914)
- She Was a Peach, regia di Arthur Hotaling (1914)
- All in the Air, regia di Arthur Hotaling (1914)
- The Bully's Doom, regia di Arthur Hotaling (1914)
- Lord Algy (1914)
- The Root of Evil (1914)
- On the Brink (1914)
- At His Expense, regia di Lloyd B. Carleton (1914)
- The Daughters of Men, regia di George Terwilliger (1914)
- The Peacemaker's Pay, regia di Arthur Hotaling (1914)
- Business and Love, regia di Arthur Hotaling (1914)
- A Father's Heart, regia di Paul Powell (1914)
- Strength of Family Ties, regia di Lloyd B. Carleton (1914)
- A Chance in Life, regia di Edgar Jones (1914)
- Guaranteed rainproof (1914)
- A Strenuous Ride, regia di Vincent Whitman (1914)
- Officer Jim, regia di John Ince (1914)
- The Rube's Duck (1914)
- Outwitting Dad, regia di Arthur Hotaling (1914)
- The Klondike Bubble (1914)
- The Death Warrant (1914)
- Will Blood Tell (1914)
- Little Breeches (1914)
- A Dream of the Circus (1914)
- The Tale of a Chicken, regia di Arthur Hotaling (1914)
- Another Tale, regia di Vincent Whitman (1914)
- The Inventor's Wife (1914)
- Battle of Gettysgoat, regia di Romaine Fielding (1914)
- A Pack of Cards (1914)
- The Getaway, regia di Jack O'Brien (John B. O'Brien) (1914)
- He Never Found Out, regia di Arthur Hotaling (1914)
- The Gamblers, regia di George Terwilliger (1914)
- Casey's Birthday (1914)
- A Blind Business (1914)
- Behind the Footlights (1914)
- When Conscience Calls, regia di George Terwilliger (1914)
- Vengeance Is Mine (1914)
- With the Burglar's Help, regia di Arthur Hotaling (1914)
- Building a Fire (1914)
- The Wallflower, regia di Joseph Smiley (1914)
- In the Northland, regia di John Ince (1914)
- Madam Coquette (1914)
- The Signal (1914)
- He Said He Could Act, regia di Arthur Hotaling (1914)
- He Won a Ranch, regia di Arthur Hotaling (1914)
- Her Horrid Honeymoon, regia di Arthur Hotaling (1914)
- Love's Long Lane, regia di Edgar Jones (1914)
- A Leaf from the Past, regia di Lloyd B. Carleton (1914)
- Life's Lottery, regia di J.B. O'Brien (John B. O'Brien) (1914)
- A Country Girl, regia di Edgar Jones (1914)
- The Particular Cowboys, regia di Arthur Hotaling (1914)
- For Two Pins, regia di Arthur Hotaling (1914)
- The Trunk Mystery, regia di Joseph W. Smiley (1914)
- The Crowning Glory (1914)
- The Test of Courage (1914)
- Circus Time in Toyland (1914)
- A Tango Tragedy, regia di Arthur Hotaling (1914)
- Summer Love, regia di Arthur Hotaling (1914)
- A Brewerytown Romance, regia di Frank Griffin (1914)
- Kiss Me Good Night (1914)
- A Girl of the Cafés, regia di Leon De La Mothe (1914)
- Blotted Out, regia di Tom Forman (1914)
- The Female Cop, regia di Jerold T. Hevener (1914)
- Fire! Fire!, regia di Jerold T. Hevener (1914)
- The Pie Eaters, regia di Jerold T. Hevener (1914)
- He Wore a Wig, regia di Arthur Hotaling (1914)
- The Changeling, regia di George Terwilliger – cortometraggio (1914)
- The Lure of the Pit (1914)
- Claim Number Three (1914)
- He Changed His Mind, regia di Arthur Hotaling (1914)
- A Bargain Automobile, regia di Arthur Hotaling (1914)
- The Shell Comb Industry (1914)
- Good Cider, regia di John A. Murphy (1914)
- The Struggle Everlasting, regia di Edgar Jones (1914)
- The House of Darkness (1914)
- The Parent Strain (1914)
- Long May It Wave, regia di John A. Murphy (1914)
- Getting Solid with Pa, regia di Frank Griffin, Arthur Hotaling (1914)
- Mice Nursery (1914)
- Brown's Big Butler, regia di Jerold T. Hevener (1914)
- The Greater Treasure (1914)
- The Candidate for Mayor (1914)
- A Practical Demonstration (1914)
- Who's Boss? (1914)
- His Sudden Recovery, regia di Arthur Hotaling (1914)
- The Walko Sisters, regia di Harry Myers (1914)
- The Living Fear, regia di Joseph W. Smiley (1914)
- The Shadow of Tragedy, regia di Arthur V. Johnson (1914)
- The Doom of Duty, regia di Tom Forman (1914)
- The Kidnapped Bride, regia di Frank C. Griffin (1914)
- It's a Shame, regia di Arthur Hotaling (1914)
- While Auntie Bounced, regia di Frank Griffin (1914)
- Fooling Fanny's Father, regia di John A. Murphy (1914)
- The Incompetent (1914)
- The Debt (1914)
- The Tribunal of Conscience, regia di Clarence G. Badger (1914)
- Mandy's Chicken Dinner (1914)
- How He Lost His Trousers (1914)
- All for Love, regia di Romaine Fielding (1914)
- Tough Luck, regia di Frank Griffin (1914)
- He Was Bad, regia di Jerold T. Hevener (1914)
- Codes of Honor, regia di Lloyd B. Carleton (1914)
- The Cross of Crime, regia di Leon D. Kent (1914)
- The Lie, regia di Edgar Jones (1914)
- Worms Will Turn, regia di Frank Griffin (1914)
- Temper and Temperament, regia di John A. Murphy (1914)
- Who Seeks Revenge, regia di Joseph W. Smiley (1914)
- The False Shadow (1914)
- A Traitor to His Country (1914)
- A Matter of Record, regia di Harry Myers (1914)
- The Question and Answer Man, regia di Arthur V. Johnson (1914)
- The Lure of the Car Wheels (1914)
- Three Men and a Woman, regia di George Terwilliger (1914)
- Within the Noose, regia di Tom Forman (1914)
- The Rise of the Johnsons, regia di John A. Murphy (1914)
- She Gave Him a Rose (1914)
- He Woke Up in Time, regia di Frank Griffin (1914)
- A Fatal Card, regia di John A. Murphy (1914)
- The Man with a Future (1914)
- A Daughter of Eve, regia di Barry O'Neil (1914)
- A Siren of the Desert (1914)
- Love and Flames, regia di Romaine Fielding (1914)
- The Cook Next Door, regia di Arthur Hotaling (1914)
- He Wanted Work, regia di Arthur Hotaling (1914)
- The Downward Path, regia di Wilbert Melville (1914)
- The Heart Rebellious, regia di John Ince (1914)
- Latin Blood (1914)
- They Bought a Boat, regia di Arthur Hotaling (1914)
- The Puncture Proof Sock Man (1914)
- Back to the Farm, regia di Joseph Levering e Will Louis (1914)
- The Dreamer, regia di Romaine Fielding (1914)
- His Brother's Blood, regia di Lloyd B. Carleton (1914)
- The Love of Oro San (1914)
- Sometimes It Works, regia di John A. Murphy (1914)
- Making Auntie Welcome, regia di Will Louis (1914)
- The Widow and the Twins, regia di John A. Murphy (1914)
- The Lucky Rube (1914)
- The Attorney's Decision (1914)
- The Aggressor, regia di Edgar Jones (1914)
- The Better Man, regia di Joseph W. Smiley (1914)
- The Kid's Nap, regia di Romaine Fielding (1914)
- The Wolf, regia di Barry O'Neil (1914)
- The Green Alarm, regia di Frank Griffin (1914)
- Never Too Old, regia di  John A. Murphy (1914)
- By Whose Hand, regia di George Terwilliger (1914)
- The Face in the Crowd, regia di Paul Powell (1914)
- The Shell of Life, regia di Edgar Jones (1914)
- A Fool There Was, regia di Frank Griffin (1914)
- The Belle of Breweryville (1914)
- As We Forgive Those, regia di Joseph W. Smiley (1914)
- On Lonesome Mountain (1914)
- Squaring the Triangle (1914)
- Too Many Aunts (1914)
- He Nearly Won Out (1914)
- The Beloved Adventurer, regia di Arthur V. Johnson (1914)
- She Made Herself Beautiful (1914)
- Rastus Knew It Wasn't, regia di Arthur Hotaling (1914)
- The Twin Brothers Van Zandt, regia di John Ince (1914)
- The Double Life, regia di Harry Myers (1914)
- For Repairs, regia di Paul Powell (1914)
- The German Band, regia di Romaine Fielding (1914)
- Pins Are Lucky, regia di Frank Griffin (1914)
- The Wise Detectives, regia di C.W. Ritchey (1914)
- A Six Foot Romance (1914)
- Toys of Fate (1914)
- The Triumph of Right (1914)
- The Investment, regia di Lloyd B. Carleton (1914)
- Did He Save Her, regia di Frank Griffin (1914)
- Between One and Two (1914)
- Jinks and the Barber, regia di John A. Murphy (1914)
- Jealous James (1914)
- His Brother Bill, regia di John Ince (1914)
- His First Case (1914)
- The Greater Love, regia di Edgar Jones (1914)
- On Circus Day, regia di Romaine Fielding (1914)
- Wifie's Athletic Mamma (1914)
- A Hunting Absurdity, regia di Vincent Whitman (1914)
- The Girl at the Lock, regia di Edgar Jones (1914)
- In Old Virginia (1914)
- The Green-Eyed Monster, regia di Paul Powell (1914)
- When the Ham Turned, regia di Frank Griffin (1914)
- Swami Sam, regia di John A. Murphy (1914)
- Neighborly Neighbors (1914)
- The Bond of Womanhood, regia di Joseph W. Smiley (1914)
- The Impostor, regia di Lloyd B. Carleton (1914)
- The Long Lane, regia di Paul Powell (1914)
- The Smuggler's Daughter
- Michael Strogoff, regia di Lloyd B. Carleton (1914)
- Such a Mess, regia di John A. Murphy (1914)
- Only Skin Deep, regia di Jerold T. Hevener (1914)
- Threads of Destiny, regia di Joseph W. Smiley (1914)
- The Hopeless Game, regia di Harry Myers (1914)
- Her Mother Was a Lady, regia di John Ince (1914)
- The Girl in the Tenement, regia di Seymour Hastings (1914)
- The Crooks
- She Married for Love, regia di Arthur Hotaling (1914)
- Love and Title (1914)
- The Mountain Law (1914)
- The Wolf's Daughter, regia di Leon D. Kent (1914)
- Thumb Prints and Diamonds, regia di Joseph W. Smiley (1914)
- The Soubrette and the Simp, regia di Jerold T. Hevener (1914)
- The House Next Door, regia di Barry O'Neil (1914)
- The Fortune Hunter, regia di Barry O'Neil (1914)
- Marah, the Pythoness, regia di Joseph W. Smiley (1914)
- An Interrupted Nap, regia di Vincent Whitman (1914)
- A Boomerang Swindle, regia di Joseph W. Smiley (1914)
- The Sorceress, regia di Joseph W. Smiley (1914)
- The Stolen Yacht, regia di Paul Powell (1914)
- Love Triumphs, regia di Harry Myers (1914)
- The Honor of the Force, regia di Frank Griffin (1914)
- Kidnapping the Kid, regia di John A. Murphy (1914)
- Butt-ing In, regia di Arthur Hotaling (1914)
- A Bargain Table Cloth, regia di John A. Murphy (1914)
- The Quack, regia di Wilbert Melville (1914)
- In the Hills of Kentucky, regia di Edgar Jones (1914)
- The Trap, regia di Paul Powell (1914)
- Stonewall Jackson's Way, regia di Edgar Jones (1914)
- Magazine Cooking, regia di John A. Murphy (1914)
- Beating the Burglar (1914)
- She Was the Other, regia di Arthur Hotaling (1914)
- Cheap Transportation (1914)
- The Marriage Wager (1914)
- On Suspicion (1914)
- The Unknown Country (1914)
- The Tale of a Coat
- The Daddy of Them All (1914)
- Mother's Baby Boy (1914)
- He Wanted Chicken (1914)
- The Making of Him, regia di George Terwilliger (1914)
- Was His Decision Right? (1914)
- He Waits Forever (1914)
- You Can't Beat Them (1914)
- The Servant Girl's Legacy, regia di Arthur Hotaling (1914)
- The Spy's Fate, regia di Joseph W. Smiley (1914)
- For a Widow's Love, regia di Arthur Hotaling (1914)
- Coupon Collectors, regia di John A. Murphy (1914)
- The House of D'or, regia di Paul Powell (1914)
- The Grip of the Past, regia di Joseph W. Smiley (1914)
- A Believer in Dreams, regia di Joseph W. Smiley (1914)
- He Wanted His Pants (1914)
- Brown's Cook, regia di Arthur Hotaling (1914)
- He Made His Mark, regia di John A. Murphy (1914)
- Dobs at the Shore, regia di Frank Griffin (1914)
- A Recent Confederate Victory, regia di John Ince (1914)
- The Man from the Sea, regia di John Ince – cortometraggio (1914)
- On Moonshine Mountain, regia di Edgar Jones (1914)
- The Fresh Air Cure (1914)
- Sam and the Bully (1914)
- Weary Willie's Rags, regia di John A. Murphy (con il nome J.A. Murphy) (1914)
- It Cured Hubby (1914)
- The Bomb, regia di Joseph W. Smiley (1914)
- When the Blind See, regia di Paul Powell (1914)
- The Comedienne's Strategy, regia di Harry Myers (1914)
- Who's Who?
- Shall Curfew Ring Tonight? (1914)
- His Suicide, regia di Jerold T. Hevener (1914)
- Flossie's Daring Loyalty, regia di John A. Murphy (1914)
- The Single Act, regia di Paul Powell (1914)
- A Soldier of Peace, regia di John Ince (1914)
- The Lure of the Green Table (1914)
- The Troublesome Cat, regia di Vincent Whitman (1914)
- Brannigan's Band, regia di John A. Murphy (1914)
- Patsy at School, regia di Percy Winter (1914)
- A Cowboy Pastime, regia di Romaine Fielding (1914)
- The Intriguers, regia di Joseph W. Smiley (1914)
- Fate and Fugitive (1914)

## 1916
- A Ready-Made Maid, regia di Arthur Hotaling – cortometraggio (1916)
- Sorrows of Happiness, regia di Joseph Kaufman (1916)
- His Lordship, regia di Edwin McKim – cortometraggio (1916)
- Vengeance of the Oppressed, regia di Edward Sloman – cortometraggio (1916)
- Billie's Headache, regia di Earl Metcalfe – cortometraggio (1916)
- The Lost Bracelet, regia di Frank Mayo – cortometraggio (1916)
- The City of Failing Light, regia di George W. Terwilliger (1916)
- A Bath Tub Mystery, regia di Edwin McKim – cortometraggio (1916)
- The Old Watchman, regia di Leon De La Mothe – cortometraggio (1916)
- The Bond Within, regia di Edward Sloman – cortometraggio (1916)
- A Skate for a Bride, regia di Earl Metcalfe – cortometraggio (1916)
- The Little Sister of the Poor, regia di Melvin Mayo – cortometraggio (1916)
- The Evangelist, regia di Barry O'Neil (1916)
- The Wonderful Wager, regia di René Plaissetty – cortometraggio (1916)
- The Law's Injustice, regia di Edward Sloman – cortometraggio (1916)
- Race Suicide, regia di George Terwilliger, Raymond L. Ditmars (1916)
- Insomnia, regia di Earl Metcalfe - cortometraggo (1916)
- Two News Items, regia di Edward Sloman – cortometraggio (1916)
- The Gods of Fate, regia di Jack Pratt (1916)
- Fooling Uncle, regia di Edwin McKim – cortometraggio (1916)
- The Dragoman, regia di Edward Sloman – cortometraggio (1916)
- The Embodied Thought, regia di Edward Sloman – cortometraggio (1916)
- Cured, regia di Earl Metcalfe – cortometraggio (1916)
- Souls in Bondage, regia di Edgar Lewis (1916)
- A Reformation Delayed, regia di Edward Sloman (1916)
- A Modern Paul, regia di Melvin Mayo (1916)
- The Election Bet, regia di Earl Metcalfe (1916)
- The New Janitor, regia di Edwin McKim (1916)
- The Diamond Thieves, regia di Wilbert Melville (1916)
- Her Wayward Sister, regia di Clay M. Greene (1916)
- The Last Shot, regia di George Terwilliger (1916)
- Sold to Satan, regia di Edward Sloman (1916)
- Billie's Lucky Bill, regia di Earl Metcalfe (1916)
- A Song from the Heart, regia di Paul Powell (1916)
- The Uplift, regia di Clay M. Greene (1916)
- A Temporary Husband, regia di Earl Metcalfe (1916)
- The Repentant, regia di Leon De La Mothe (1916)
- Four Narratives, regia di Paul Powell (1916)
- The Redemption of Helene, regia di Edward Sloman (1916)
- Billie's Revenge
- Her Bleeding Heart
- At the Doors of Doom
- Hamlet Made Over
- Ophelia, regia di Joseph Kaufman (1916)
- A Change of Heart
- Soldiers' Sons
- Some Boxer
- The Butler
- The Gulf Between, regia di Edward Sloman – cortometraggio (1916)
- Dare Devil Bill, regia di Earl Metcalfe (1916)
- Dollars and the Woman, regia di Joseph Kaufman (1916)
- The Crash
- A Sister to Cain, regia di Edward Sloman (1916)
- Love One Another, regia di Earl Metcalfe (1916)
- Otto the Soldier, regia di Edwin McKim (1916)
- The Voice in the Night, regia di Clay M. Greene (1916)
- Billie's Double, regia di Earl Metcalfe (1916)
- The Fatal Bean, regia di Edwin McKim (1916)
- The Return of James Jerome, regia di Edward Sloman (1916)
- The Scarlet Chastity
- A Wise Waiter
- The Flames of Johannis
- Otto the Bellboy
- The Greater Wrong
- Mr. Housekeeper
- Frocks and Frills
- One of the Pack
- The Heart's Tribute
- Millionaire Billie
- Germs and Microbes
- Playthings of the Gods
- Love and Bullets
- The Buckshot Feud
- The Candle
- None So Blind, regia di Melvin Mayo (1916)
- Father's Night Off
- Skirts and Cinders
- Love's Toll
- The Wheat and the Chaff
- Jenkins' Jinx
- Otto the Artist
- The Beggar King
- Jackstraws
- The Winning Number
- Otto the Hero
- Prisoners of Conscience, regia di Melvin Mayo (1916)
- Oh, You Uncle!
- Trilby Frilled
- The Final Payment, regia di Wilbert Melville (1916)
- The Code of the Hills
- Pickles and Diamonds, regia di Clay M. Greene (1916)
- The Toilers
- The Scapegrace
- Two Smiths and a Haff
- Otto the Reporter
- Otto the Cobbler
- The Avenger, regia di Leon D. Kent (Leon De La Mothe) (1916)
- Sons of the Sea
- Hubby Puts One Over
- Otto's Legacy
- Love Is Law
- Persistency
- No Place Like Jail, regia di Edwin McKim (1916)
- Out of the Flotsam, regia di Wilbert Melville (1916)
- The Return of John Boston
- Under a Barrel
- Edison Bugg's Invention
- Otto the Traffic Cop
- The Stolen Master
- The Rival Queens
- A Terrible Tragedy
- Expiation
- Hang on Cowboy
- Otto's Vacation
- The Rough Neck, regia di Melvin Mayo (1916)
- Otto the Sleuth
- Americans After All
- Otto, the Salesman
- By Right of Love
- In the Hour of Disaster
- It Happened in Pikesville
- The Light at Dusk, regia di Edgar Lewis (1916)
- Otto, the Gardener, regia di Edwin McKim (1916)
- The Price of Dishonor, regia di Wilbert Melville (1916)
- Their Mother, regia di Leon De La Mothe (come Leon D. Kent) (1916)
- A Lesson in Labor, regia di Paul Powell (1916)
- The Usurer's Due, regia di Paul Powell (1916)
- For His Family's Honor (1916)
- Like Father Like Son (1916)